# David Burghley
David Burghley (anglès: David Cecil, 6th Marquess of Exeter)  (Burghley House, 9 de febrer de 1905 - Burghley House, 22 d'octubre de 1981) va ser un atleta anglès, especialista en curses de tanques, que va competir durant les dècades de 1920 i 1930. També va destacar com a polític i membre de la noblesa britànica, amb el títol de 6è marquès d'Exeter.

## Primers anys
Nascut prop de Stamford, Lincolnshire, com a hereu del 5è marquès d'Exeter, Lord Burghley es va educar a l'Institut Le Rosey de Suïssa, a la Ludgrove School, a l'Eton College i al Magdalene College de Universitat de Cambridge. A Cambridge va ser president del Cambridge University Athletics Club i membre del Pitt Club.

## Carrera esportiva
Durant la seva carrera esportiva va prendre part en tres edicions dels Jocs Olímpics d'Estiu. El 1924, als Jocs de París, quedà eliminat en sèries en la cursa dels 110 metres tanques del programa d'atletisme. El Quatre anys més tard, als Jocs d'Amsterdam, va disputar les dues curses de tanques del programa d'atletisme. En la prova dels 400 metres tanques guanyà la medalla d'or, mentre en els 110 metres tanques quedà eliminat en semifinals. El 1932, a Los Angeles, disputà els seus tercers, i darrers, Jocs Olímpics. Guanyà la medalla de plata en els 4x400 metres relleus, formant equip amb Crew Stoneley, Thomas Hampson i Godfrey Rampling. En els 400 metres tanques fou quart i en els 110 metres tanques cinquè.
En el seu palmarès també destaquen tres medalles d'or als primers Jocs de la Commonwealth el 1930, les dues proves de tanques i el relleu de 4×440 iardes. Entre 1927 i 1930 va establir diversos rècords britànics, el de les 220 iardes, establert el 1927, es va mantenir fins al 1950.
El 1933 es va convertir en membre del Comitè Olímpic Internacional. Tres anys més tard va ser elegit president de l'Amateur Athletic Association i President de l'Associació Olímpica Britànica. El 1946 va esdevenir president de l'International Amateur Athletic Federation (IAAF), càrrec que va ocupar fins a 1976, i més tard va actuar com a president del Comitè Organitzador dels Jocs Olímpics d'estiu de 1948. Entre 1952 i 1966 va ser vicepresident del COI i va ser candidat a la presidència el 1952 i el 1964.

## Polític
Burghley va ser membre del Partit Conservador i Unionista i va ser diputat per Peterborough des de 1931 fins a 1943. Va ser elegit a les eleccions generals de 1931, derrotant al parlamentari laborista J. F. Horrabin. Burghley va ser escollit membre de la Cambra dels Comuns en las  eleccions generals de 1935. Durant molts anys fou president de la Lliga Imperial Juvenil. Burghley va renunciar al seu escó als Comuns el 1943 per assumir el nomenament com a governador de les Bermudes, càrrec que ocupà fins a 1945.

## Gran Cort Run
El juny de 1927, en el seu darrer any al Magdalene College, Cambridge, Burghley va esprintar al voltant del Great Court del Trinity College, en el temps que va trigar el rellotge de la universitat a marcar les 12 en punt. Això va inspirar l'escena de la pel·lícula Carros de foc en què Harold Abrahams aconsegueix la mateixa gesta. El personatge Lord Andrew Lindsay a Carros de foc, interpretat per Nigel Havers, es basa en Burghley, que no va permetre que s'utilitzés el seu nom per la inexactitud històrica de la pel·lícula. Mai no hi va haver cap cursa en què Abrahams vencés a Burghley en aquesta cursa, com suggereix la pel·lícula; de fet, Abrahams mai va intentar la Great Court Run.

## Millors marques
- 110 metres tanques. 14.5" (1930)
- 400 metres tanques. 52.2" (1930)[8]